# 高雄医学大学
高雄医学大学（たかおいがくだいがく、Kaohsiung Medical University）は、台湾高雄市三民区にある私立医科大学。大学の略称は高医大。

## キャンパス
- 三民キャンパス

## 歴史
1954年6月1日「高雄医学院」として開校。

## 姉妹校
- 順天堂大学
- 長崎大学
- 九州歯科大学

## 主な出身者
余幸司

## 主な教員
余幸司